# 九三学社北京市委员会
九三学社北京市委员会，简称九三学社北京市委、九三北京市委、北京九三学社，是九三学社在北京市的地方组织。